# Джонсингх, Асир
Асир Джавахар Томас Джонсингх (англ. Asir Jawahar Thomas Johnsingh; 14 октября 1945, Нагеркойл, Керала — 7 июня 2024, Бангалор) — индийский эколог позвоночных из Тамилнада. Исследование Джонсингхом волка в национальном парке Бандипур было первым исследованием животного, живущего на свободном выгуле, проведённым индийским учёным.
Он родился в Нагеркойле и был советником Министерства окружающей среды и лесов. Он написал несколько книг по охране дикой природы.
Он получил награду Падма Шри и ряд других выдающихся наград, включая премию ABN AMRO в размере 100 000 долларов США.
Умер рано утром 7 июня 2024 года в Бангалоре после непродолжительной болезни в возрасте 78 лет.

## Книги
- On Jim Corbett’s Trail and Other Tales from Tree-tops, 2004, Permanent Black, ISBN 81-7824-081-5
- Field Days: A Naturalist's Journey Through South and Southeast Asia, 2005, Universities Press, ISBN 978-8173715525
- Walking the Western Ghats, 2015, Oxford University Press, ISBN 978-0199460823
- On Jim Corbett’s Trail and Other Tales from the Jungle, 2018, Natraj Publishers, ISBN 978-8181582539